# Chitra indica
Chitra indica е вид костенурка от семейство Мекочерупчести костенурки (Trionychidae). Възникнал е преди около 11,61 млн. години по времето на периода неоген. Видът е застрашен от изчезване.

## Разпространение и местообитание
Разпространен е в Бангладеш, Индия, Мианмар и Пакистан.
Обитава пясъчните дъна на сладководни басейни и реки.